# Frédéric Chambriand
La maison d'édition Frédéric Chambriand a été fondée par l'éditeur Pierre Monnier en 1949, et a disparu en 1952. 
Elle est créée pour publier les livres de Louis-Ferdinand Céline après la Seconde Guerre mondiale, alors qu'il est en exil et jugé indésirable pour son engagement collaborationniste. Les éditions Frédéric Chambriand publient Casse-pipe en décembre 1949, republient Mort à crédit en avril 1950, puis Scandale aux abysses en novembre 1950. Elles publieront au total une vingtaine d'ouvrages, avant d'être liquidées. 
Frédéric Chambriand était un pseudonyme de Pierre Monnier,. 